# Vivir a destiempo
 (срп. Живети у погрешно време) мексичка је теленовела, продукцијске куће ТВ Астека, снимана 2013.

## Синопсис
Пожртвована Паула, 22 године живи у браку са равнодушним Рохелијом. Иако је у њиховом заједничком животу било лепих тренутака, потиснули су их они лоши — Рохелио је себичан и арогантан, и од самог почетка се труди да омаловажи Паулу.
Упознали су се на универзитету када је њој умро отац, а тих дана је раскинула везу са Алехандром, који је отишао да студира у иностранству и тражио од ње да направе паузу. Паулу је то дубоко повредило и одлучила је да пружи шансу Рохелију, верујући да ће тако заборавити младића који јој је сломио срце и оставио је због каријере.
Алехандро се неколико година касније вратио у родну земљу, али чувши да је Паула удата и да има двоје деце, преселио се у Гвадалахару, где се оженио Ампаро и преузео очеву компанију.
Време је пролазило, а Паула је свој живот посветила бризи о дому, супругу, манипулативној мајци и двоје деце: Данијелу, депресивном младићу који се осећа мање вредним од својих вршњака и размаженој, али симпатичној Тањи. Посвећена најмилијима, Паула није ни сањала да је супруг вара са њеном рођеном сестром Соњом.
Са друге стране, Алехандро се у Гвадалахари развео од Ампаро. Када сазна да његов син Едуардо жели студирати у мексичкој престоници, Алехандро одлучује да крене са њим и иза себе остави живот са сада већ бившом супругом. Едуардо на универзитету упознаје Тању и заљубљује се у њу, а њихова веза спојиће и давно растављене љубавнике.
Паула и Алехандро мораће да објасне доста тога једно другом - иако је прошло више од две деценије, много тога је остало недоречено. Схватају да љубав коју су осећали једно према другом није нестала, али да упркос томе не могу да јој се предају.
Са једне стране, ту су Паулин супруг и деца, а поврх свега Ампаро долази у Мексико Сити, одлучна да поврати љубав бившег супруга.
Заробљени у времену мораће да победе разне препреке не би ли иза себе оставили празнину која је створена док су, заробљени у зачараном кругу времена, несрећни живели далеко једно од другог…

## Ликови
- Паула (Едит Гонзалез) — Прелепа, али помало запуштена жена, која је свој једнолични живот у путпуности посветила мужу, мајци и деци. Удала се за Рохелија када је затруднела, јер је веровала да је добар човек, али испоставило се да је погрешила. Када након више од две деценије брачног пакла, среће Алехандра, своју љубав из младости, схвата да та љубав није нестала. То ће у њој пробудити жељу за животом, па ће се потпуно променити.
- Алехандро (Рамиро Фумазони) — Згодан, племенит, наочит и врло богат човек, управља компанијом наслеђеном од оца. У младости је волео Паулу, али отишао је у иностранство, где се оженио Ампаро. Са њом је добио сина Едуарда, који му је све на свету. Уморан од Ампариних непрестаних неверстава, разводи се од ње и са сином се ваћа у Мексико, где поново среће Паулу. Тада схвата да је она једина жена коју је икада волео и учиниће све да је поврати.
- Рохелио (Умберто Зурита) — На први поглед симпатичан, опуштен мушкарац, а у суштини препотентан, себичан и горд. Воли држати конце у својим рукама, сматра себе господаром људи који га окружују. Не жели развести се од Пауле, иако је не воли, јер је сјајна домаћица. Користи сваку прилику да је превари, а одржава и тајну везу са својом свастиком Соњом. Иако то не показује, једине особе које воли су његова деца Тања и Данијел.
- Ампаро (Венди де лос Кобос) — Алехандрова бивша супруга, која се удала за њега верујући да је он љубав њеног живота. Међутим, убрзо ће јој досадити улога верне супруге, па ће се "забављати" и са другим мушкарцима. Уморан од њених превара, муж је оставља, али и она креће за њим у Мексико - не толико због њега, колико због његовог новца. Тамо ће упознати Патрисија, који ће у њој пронаћи све оно што му супруга не пружа.
- Соња (Андреа Ноли) — Прелепа жена пуна живота. Права заводница и не скида осмех са усана. Симпатична, директна и увек спремна за забаву. Ипак, у дубини душе је огорчена, завидна и врло несрећна. Глуми љубав према сестри Паули, али јој баш и није наклоњена, због чега пристаје бити љубавница њеног мужа. Крије мрачну тајну која јој не да мира: као девојка, у тајности је родила сина и дала га на усвајање.
- Патрисио (Хуан Мануел Бернал) — Рохелиов најбољи пријатељ и пословни партнер. Углађен је, вредан, организован и наизглед срећан. Ожењен је Кристином са којом има ћерку Беренисе. Иако се супружници одлично слажу, Патрисију смета што се брак претворио у рутину. Кад упозна Ампаро, допушта да га поведе тренутак и завршава са њом у кревету. То ће бити грешка коју неће моћи да исправи. Упркос свему, добар је супруг и отац, и жели само најбољи за своје најближе.
- Кристина (Вероника Мерчант) — Паулина најбоља пријатељица. Посвећена хуманитарном раду и обожава свог супруга Патрисија, али када открије да је вара неће моћи да пређе преко тога. Центар њеног света је кћерка Беренисе, коју је лепо васпитала и усадила јој праве вредности. Кристина је одувек била скромна и ненаметљива, али спремна је на све да би усрећила оне које воли.

## Главне улоге
| Глумац:            | Улога:    |
| ------------------ | --------- |
| Едит Гонзалез      | Паула     |
| Рамиро Фумазони    | Алехандро |
| Умберто Зурита     | Рохелио   |
| Венди де лос Кобос | Ампаро    |

## Споредне улоге
| Глумац:               | Улога:   |
| --------------------- | -------- |
| Андреа Ноли           | Соња     |
| Марта Вердуско        | Каталина |
| Хуан Мануел Бернал    | Патрисио |
| Вероника Мерчант      | Кристина |
| Марсела Гвирадо       | Тања     |
| Миријам Игареда       | Беренисе |
| Виктор Уго Мартин     | Салвадор |
| Марија Рене Пруденсио | Беатрис  |
| Хосе Гонзалес Маркез  | Феликс   |
| Карлос Мартинез       | Данијел  |
| Исраел Амескуа        | Маурисио |
| Лусијано Зачарски     | Едуардо  |
| Ерман Хироти          | Хулио    |
| Ивон Зурита           | Росио    |
| Габријела Роел        | Елеонора |
| Кармен Мадрид         | Карина   |
| Рафаел Санчез Наваро  | Мартин   |